# Collectif Stop EPR
 (septembre 2020).
Si vous disposez d'ouvrages ou d'articles de référence ou si vous connaissez des sites web de qualité traitant du thème abordé ici, merci de compléter l'article en donnant les références utiles à sa vérifiabilité et en les liant à la section « Notes et références ».
Créé et animé par le Réseau Sortir du nucléaire, le Collectif international STOP EPR rassemble les organisations, groupes locaux, personnalités et particuliers qui ont signé l’Appel International contre l’EPR (Réacteur pressurisé européen). 

## Description
Les signataires comprennent environ 280 organisations nationales dans 48 pays, 670 personnalités, 770 groupes locaux internationaux et 67 700 particuliers.
Le Collectif Stop EPR a organisé le samedi 17 mars 2007 des manifestations dans 5 villes de France. Le total des manifestants s'est élevé à environ 20 000 personnes selon la police et 62 000 personnes selon les organisateurs.

### Sites officiels
- Site officiel
- Le collectif normand Stop EPR ni à Penly ni ailleurs